# Gorzeń Dolny
Gorzeń Dolny ist eine Ortschaft mit einem Schulzenamt der Gemeinde Wadowice im Powiat Wadowicki der Woiwodschaft Kleinpolen, Polen.

## Geographie
Der Ort liegt am Bach Dąbrówka unter den Kleinen Beskiden (Beskid Mały).
Nachbarorte sind die Stadt Wadowice im Osten, Zawadka im Süden, Chocznia im Westen.

## Geschichte
Der Ort Gorzeń wurde 1390 erstmals urkundlich erwähnt. Im 15. Jahrhundert teilte sich das Dorf in zwei Teile, die seit dem 19. Jahrhundert Gorzeń Dolny (Nieder) und Gorzeń Górny (Ober) genannt wurden.
Politisch gehörte das Dorf ursprünglich zum Herzogtum Auschwitz, der Lehnsherrschaft des Königreichs Böhmen. Seit 1445 gehörte es zum Herzogtum Zator, dieses wurde im Jahr 1494 an Polen verkauft.
Bei der Ersten Teilung Polens kam Gorzeń Dolny 1772 zum neuen Königreich Galizien und Lodomerien des habsburgischen Kaiserreichs (ab 1804).
1918, nach dem Ende des Ersten Weltkriegs und dem Zusammenbruch der k.u.k. Monarchie, kam Gorzeń Dolny zu Polen. Unterbrochen wurde dies nur durch die Besetzung Polens durch die Wehrmacht im Zweiten Weltkrieg. Es gehörte dann zum Landkreis Bielitz im Regierungsbezirk Kattowitz in der Provinz Schlesien (seit 1941 Provinz Oberschlesien).
Von 1975 bis 1998 gehörte Gorzeń Dolny zur Woiwodschaft Bielsko-Biała.